# Ventrifossa macropogon
Ventrifossa macropogon är en fiskart som beskrevs av Marshall, 1973. Ventrifossa macropogon ingår i släktet Ventrifossa och familjen skolästfiskar. Inga underarter finns listade i Catalogue of Life.